# Lepadella triptera
Lepadella triptera är en hjuldjursart som först beskrevs av Ehrenberg 1832.  Lepadella triptera ingår i släktet Lepadella och familjen Lepadellidae. Arten är reproducerande i Sverige. Inga underarter finns listade i Catalogue of Life.